# Ekonomika kaleckiańska
Ekonomika kaleckiańska (ang. Kaleckian economics) – teoria polskiego ekonomisty Michała Kaleckiego mieszcząca się w szeroko rozumianym nurcie keynesizmu, jednakże nawiązująca do tradycji marksowskiej. Ten czynnik, jak również inne wyraźnie różniące się aspekty wobec teorii Johna M. Keynesa, pozwoliły wyodrębnić ekonomikę kaleckiańską jako jedną ze szkół postkeynesowskich.
Podstawowym elementem teorii Kaleckiego (podobnie jak J.M. Keynesa) jest zasada efektywnego popytu i nadrzędna rola inwestycji w kształtowaniu zysków i cyklu koniunkturalnego. W odróżnieniu od Keynesa zwracającego uwagę na zmiany produkcji, Kalecki skupia się na zmianach zysków kapitalistów i znaczeniu podziału dochodu między klasy społeczne.
Kalecki inaczej też niż Keynes postrzegał czynniki wpływające na decyzje inwestycyjne. Podczas gdy Keynes eksponował znaczenie niepewności i pieniądza, Kalecki zwracał uwagę na faktyczną, bieżącą dochodowość i koszt uzyskania kredytu.
Kalecki zbudował model makroekonomiczny wyjaśniający przyczyny masowego bezrobocia lat 30. XX w. poprzez włączenie do analizy elementów monopolu. Na uwagę zasługuje również jego tzw. klasowa teoria cyklu koniunkturalnego i analiza procesu ustalania cen. Kalecki podkreślał, że sprzeczność, jaka zachodzi między popytowymi i podażowymi efektami wydatków inwestycyjnych prowadząca w sposób konieczny do wahań cyklicznych wynika ze wzrostu stopnia monopolizacji gospodarki i udziału dochodów przypadających na zyski.
Oryginalny był również wkład Kaleckiego do teorii cen. Oprócz cen wyznaczonych przez popyt wyróżniał ceny uwzględniające narzut na koszty określony przez stopień monopolizacji.